# Luis Henry Molina
Luis Henry Molina Peña (Santo Domingo, 1 de junio de 1941-Ibídem, 19 de octubre de 2018) fue un sindicalista dominicano, fundador de la Confederación Autónoma Sindical Clasista (CASC), siendo su secretario general en varios periodos; fundador del Instituto Nacional Agraria y Sindical (INFAS), actuando como su director general y presidiendo su Consejo de Dirección por varios periodos. Fundador del Instituto Nacional de Formación Técnica Profesional (Infotep), Institución creada por la ley 116, encargada de todo el sistema de formación técnica profesional de los trabajadores de la República Dominicana.

## Biografía

### Primeros años
Realizó sus estudios primarios, intermedios y secundarios en Santo Domingo hasta 1960. Estudió luego Ciencias Políticas y Agrarismos en el Instituto Nacional de Estudios Sociales (INES) en Caracas, Venezuela, de 1961 a 1962. Derecho Internacional del Trabajo en el Instituto de Estudios Laborales de la OIT en Ginebra, Suiza en 1964. Política de Seguridad Social en la Organización Iberoamericana de Seguridad Social (OISS) en Madrid, España en 1966.
Participó de varios seminarios como el Seminario Especial sobre Formación Profesional en España en 1980, en el Seminario sobre Ciencias Políticas y Elecciones, en Estados Unidos de América, por la Organización por USICA y la Universidad de Miami en 1982 y sobre Formulación Global Estratégica en la Universidad de los Trabajadores de América Latina (UTAL) en la ciudad de Caracas Venezuela en 1973.

### Docencia y conferencias
Durante su carrera impartió docencia y dictó conferencia en varias universidades e institutos a lo largo de América Latina, algunos de estas fueron:
1. Instituto Nacional de Estudios Sociales (INES), Caracas, Venezuela.
2. Instituto Nacional de Formación Agraria y Sindical (INFAS)
3. Universidad de los Trabajadores de América Latina (UTAL), Caracas, Venezuela.
4. Instituto Internacional  de Estudios Sociales (IES), Caracas, Venezuela.
5. Universidad de Lovaina, Bélgica.
6. Universidad de Leinden, Holanda.
7. Universidad Autónoma de Santo Domingo (UASD), República Dominicana.
8. Instituto de Capacitación del Cono Sur (INCASUR),Argentina.
9. Instituto de Formación Social de Caribe (INFOSCAR), Curacao-A.N

### Vida familiar
Luis Henry Molina fue un dirigente sindical, político, pero sobre todo un hombre de familia, un padre y abuelo, admirado por ser un ejemplo para sus hijo y querido por sus nietos. 

## Vida pública
Luis Henry Molina fue secretario general de la Confederación Autónoma Sindical Clasista (CASC), diputado y asesor de varios presidentes, y  Secretario General Adjunto de la Confederación Latinoamericana de Trabajadores (CLAT).

### Trabajos realizados
Fue fundador de la Confederación Autónoma Sindical Clasista (CASC), siendo su secretario general en varios periodos, así también fue fundador del Instituto Nacional Agraria y Sindical (INFAS), actuando como su director general y presidiendo Presidiendo su Consejo de Dirección por varios periodos. Entre sus grandes logros fue ser fundador del Instituto Nacional de Formación Técnica Profesional (INFOTEP)] , Institución creada por la Ley 116, encargada de todo el sistema de formación técnica profesional de los trabajadores de la República Dominicana.
Desde el 1962 al 1971 fue miembro del Consejo de Directores del Instituto Dominicano de Seguros Sociales y fungió como Vicepresidente de la Fundación Mejoramiento Humano (FMH) en los años 1963-1971.
Es reconocido en la República Dominicana por sus aportes al Código de Trabajo como Miembro de la Comisión Revisora. También fue miembro del Consejo de Directores del Consejo de Directores del Instituto Latinoamericano de Cooperación y Desarrollo en Caracas Venezuela durante los años 1972 al 1977.
Durante el período del 1978 a 1982 fue diputado al Congreso Nacional de la República Dominicana, de los cuales fue presidente de la Comisión Permanente de Trabajo de la Cámara de Diputados en los años 1978, 1979, 1980 y 1981. Para el año 1983 fungió como Asesor de la Comisión Nacional de Empleo de la República Dominicana hasta el 1984, tiempo en el que también se desempeña como Asesor del Presidente de la República Dominicana, en materia de Seguridad Social (1982, 83, 84, 85,86) durante la presidencia de Salvador Jorge Blanco.
En octubre de 1984 en la ciudad de Santo Domingo fue elegido Secretario General Adjunto y ponente del VIII Congreso de Seguridad Social, organizado por la Organización Iberoamericana de Seguridad Social (OISS).

### Plano Internacional
En el ámbito internacional, Luis Henry Molina fue Secretario General Adjunto de la Confederación Latinoamericana de Trabajadores (CLAT)y Director del Departamento de Política Internacional de esa institución. Además fue miembro del consejo directivo de la Universidad de los Trabajadores de América Latina (UTAL) de Caracas en Venezuela. Fue miembro del Comité Confederado y vicepresidente de la Confederación Mundial del Trabajo CMT con asiento en Bruselas.
Entre 1972 y 1977 fue jefe de la delegación latinoamericana de Trabajadores en las conferencias internacionales del trabajo, organizadas por la OIT y delegado titular durante los años 1962, 1963 y 1966 en Ginebra y Suiza.

## Obra
Desde los años 70 escribió y publicó diferentes obras escritas y contribuciones entre las que se destacan:
- Apuntes Históricos del Movimiento Obrero, Caracas 1974.
- Bases para una Política Socio Laboral en República Dominicana, 78 y 79.
- El Nuevo Código de Trabajo, 1980.
- Solidaridad Internacional, 1982.
- El Nuevo Sistema de Seguridad Social, 1983.
- Varios cientos de publicaciones en periódicos, programas de televisión, conferencias, charlas y coloquios.

## Proyectos de Leyes y Reglamentos
A lo largo de su vida elaboró y propuso varios proyectos de ley y reglamentos. 

### Listado de proyectos de leyes y reglamentos
- Nuevo Código de Trabajo.
- Nuevo Sistema de Seguridad Social.
- Ley 116 que crea el Instituto de Formación Técnico Profesional (INFOTEP).
- Ley tendiente a incentivar el aumento del empleo en el sector privado, Aprobada: Ley No 73 del 11 de 1983.
- Ley que pretende extender el plazo de las prescripciones laborales
- Ley para modificar varios artículos del código de trabajo tendiente a garantizar más y mejores prestaciones económicas a todos los trabajadores, como derecho adquirido aun cuando renuncien. Nota; Este proyecto de Ley se recoge en toda su extensión las disposiciones de la Ley 80 declarada inconstitucional.
- Ley que instruye como obligatorio el Seguro de Vida, Cesantía e invalidez a los funcionarios públicos. Aprobada: Ley No 207 del 30 de abril de 1984.
- Ley que modifica los artículos 72 y 84, del Código de Trabajo. Aprobada: Ley n.º 207 del 30 de abril del 1984.
- Proyecto de Ley que establece un salario mínimo de empleados públicos y privados. Aprobada: Ley No 209 de fecha 11 de mayo del 1984.
- Proyecto de Ley que modifica la Ley No 547, del 13 de enero del 1970 que estableció la caja de Pensiones y Jubilaciones para los choferes.
- Ley que Crea la Secretaría de Estado de Bienestar Social.
- Proyecto que crea varios tribunales y cortes de trabajo.
- Fundador de la Confederación Autónoma Sindical Clasista (CASC), siendo su secretario que derogó varios artículos del código civil (prohíbe el pacto de retroventa).
- Ley que crea la Ley de Servicio Civil y Carrera administrativa del Sector Público.
- Reglamento de la Comisión Nacional de Empleo.
- Proyecto de Ley para aliviar el desempleo.
- Proyecto de Ley para la Sindicalización campesina.
- Proyecto de Ley que modifica la Ley Orgánica del Banco de los Trabajadores.
- Proyecto de Ley sobre inamovilidad y fuero sindical.
- Proyecto de Ley sobre el despido y desahucio de los trabajadores.
- Proyecto de Ley que crea la corporación vacacional y profesional de los Trabajadores.
- Ley que deroga el artículo del código penal que establecía el trabajo forzoso o esclavitud.
- Ley que establece una nueva forma de vacaciones.